# Bordado coreano

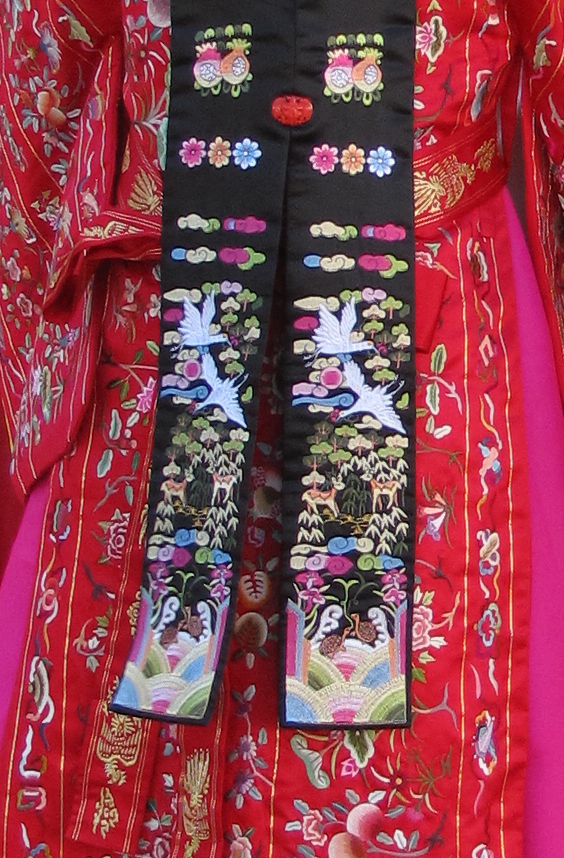
El detalle colorido del bordado coreano.

El Bordado coreano se refiere a una serie de técnicas en la ornamentación con una larga historia. La mayoría de las evidencias se encuentran desde Joseon (1392-1910), después de siglo XIV.
Chasu (en alfabeto hangul: 자수) es la palabra que se refiere al bordado, que indica el cultivo de la belleza en casi todos los ámbitos de la cultura coreana. Hay diferentes tipos de chasu según su uso.

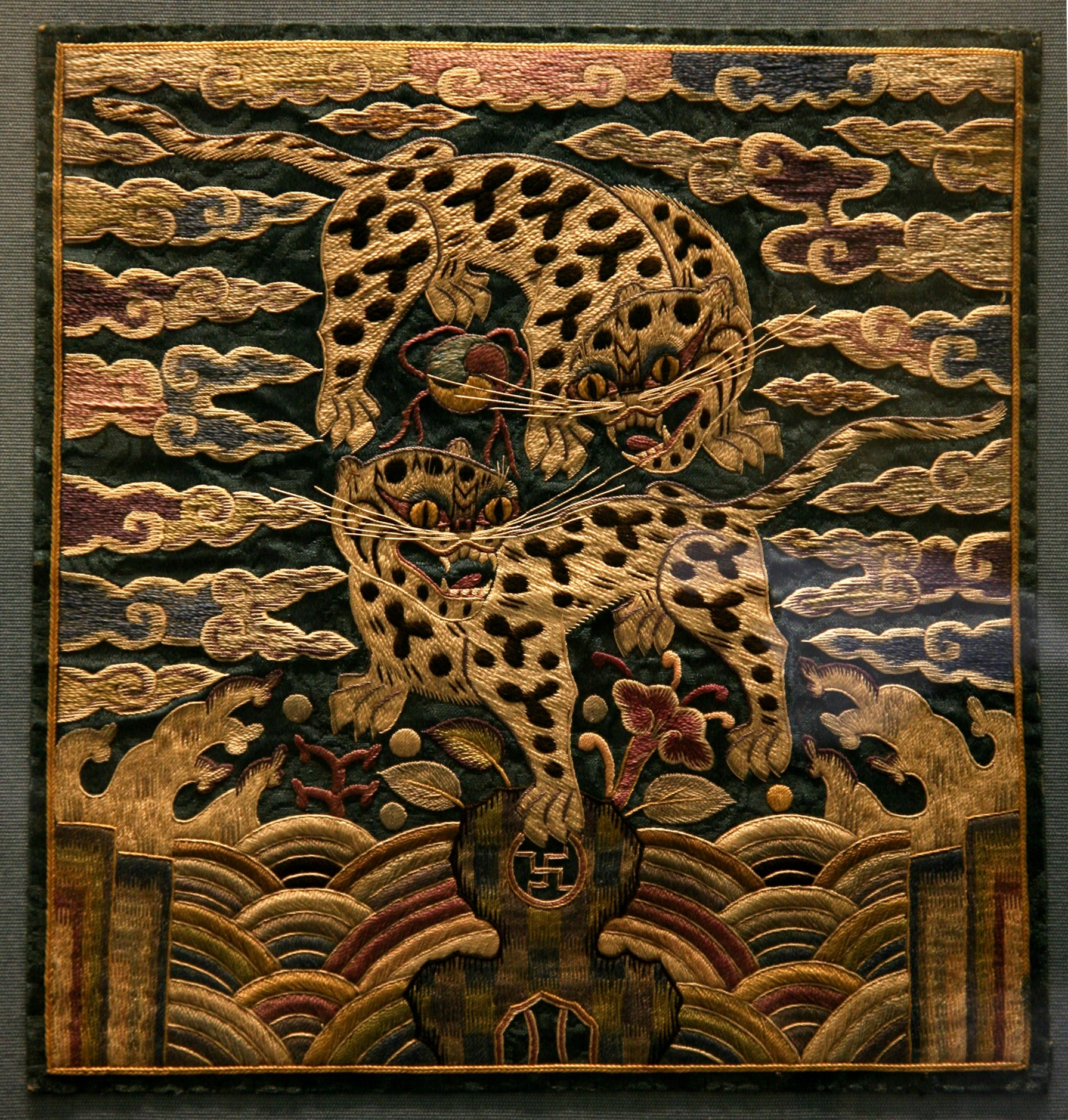
Hay dos tigres; significa que el propietario fue un general con su rango de segundo puesto.

Generalmente, el bordado oriental tiene su origen de la civilización persa, por la ruta de la seda a China y luego a la Península de Corea. El clásico Samguk Sagi escribe que la gente de Goguryeo (37 a. C.-668 d. C.) ensartó sus bordados en seda, caracterizados por sus estilos especiales. Baekje representaba su estilo hermoso gracias a su comercio masivo con algunos reinos chinos a lo largo de su región, incluso unas figuras de rosa de Nilo, hierbas. Después de la unificación de los tres reinos por Silla, los poderosos trataron de promover la cultura budista a fin de integrar a los plebeyos. Esto continuó a lo largo de la dinastía Goryeo (918-1392) porque el nuevo reino estableció el budismo como la religión estatal con diversas celebraciones cada año. Se buscan las figuras de chrysanthemum, hojas coloradas, bambú, flor de ciruelas.
En 1392, Joseon fue fundado, eliminando la influencia budista en toda la sociedad. Chasu se expandía ampliamente a lo largo de la gente coreana, no solamente en la corte. Durante Joseon, hay unas habitaciones especialmente dedicadas a las vestiduras doradas utilizando oro y plata.
En la prenda moderna coreana, chasu se encuentra en el hanbok femenino, especialmente en la manga de jeogori o en la chima (falda).

## Enlaces extornos
- Bordado coreano
- Museo del bordado coreano Archivado el 4 de marzo de 2014 en Wayback Machine.

- Datos: Q4210141
- Multimedia: Embroidery of Korea / Q4210141